# Edison (Magazin)
Edison ist eine Zeitschrift, die sich mit Elektromobilität befasst. Neben der vierteljährlich erscheinenden Zeitschrift gibt es auch ein digitales Nachrichtenportal und die Veranstaltungsreihe „Edison Talk“. Die Zeitschrift gehörte zur Handelsblatt Media Group, bis sie zum 1. Oktober 2019 im Rahmen eines Management-Buy-outs vom Chefredakteur Franz Rother übernommen wurde.
Edison entwickelte sich aus der Beilage „e-vision“, die für Die Zeit, Handelsblatt, Der Tagesspiegel, VDI nachrichten und Wirtschaftswoche anlässlich der Einführung der staatlichen Kaufprämie für Elektroautos im Juni 2016 erschien. In Anspielung auf den Erfinder Thomas Alva Edison änderte sich der Name zu Edison, als Schriftzug dient die Unterschrift des Erfinders.
Die gedruckte Erstausgabe erschien am 8. September 2017, zeitgleich startete der Digitalauftritt. Die Druckauflage der ersten Ausgabe betrug 80.000 Exemplare. Anschließend wurden mehrere Diskussionsveranstaltungen organisiert, etwa mit dem Schauspieler Peter Lohmeyer auf der Internationalen Automobil-Ausstellung in Frankfurt am Main.